# 童話

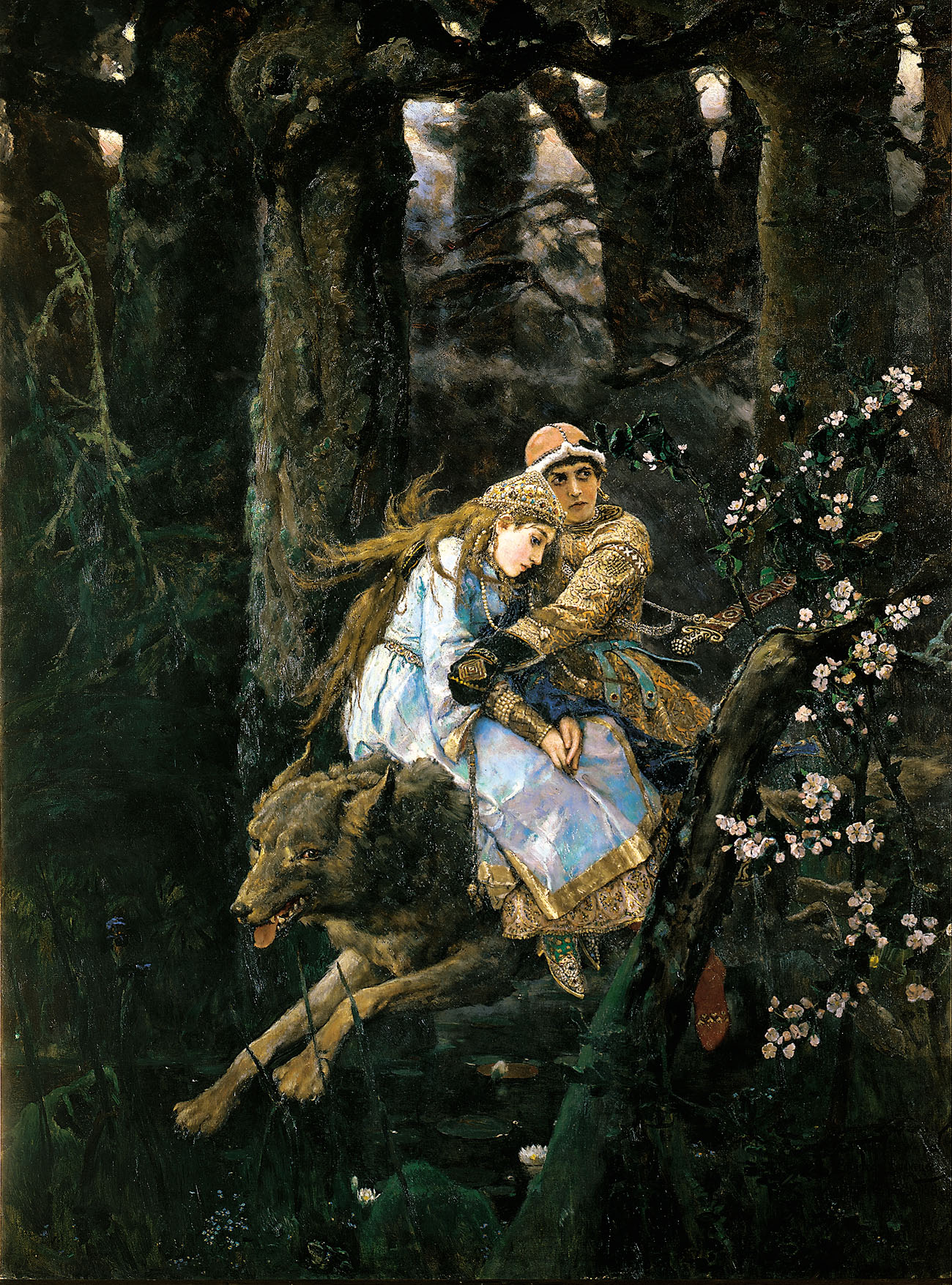
俄羅斯童話《火鳥及灰狼》（Tsarevitch Ivan, the Fire Bird and the Gray Wolf）

童话是一种小說体裁的儿童文学作品，文字通俗，像儿童说话一样。一般童话裡有很多超自然人物，像会说话的动物、精灵、仙子、巨人、巫婆等。在現代西方文學的寫作方法中，「童話故事的結局」（fairy tale ending）通常指的也是快樂的結局，就像大多童话故事中公主和王子一般。
在許多文化中，惡魔與巫婆等常被認為是存在於真實世界中的，這時童話就可能變成傳說，如此一來說故事和聽故事的人也會更覺得故事是一段史實。但是和傳說與史诗有所區別的是，童話故事往往會在故事內容中多加入一些對實際人、事、物未必是真實的描述以增強故事性。通常故事的起頭都會用「很久很久以前……」來開始對整個故事的描述，而非真實事件所發生的時間。
幾個世紀以來，各種形式的童話在不同的國家及不同的文化中廣泛被發現。童話故事可以口述或寫作的方式存在，但僅有寫作的方式得以流傳下來，使得童話故事確切出現的年代難以考證。但就所流傳下來可考的文學紀錄而言，童話故事至少已經存在超過千年。在西方，早期的童話並不被稱為「fairy tale」，而是被視為短篇小說的文體。「fairy tale」一词被認為最先是由法國作家d'Aulnoy女士所提出。時至今日，童話故事的流傳仍以寫作方式為主。
早期「童話」的聽眾群除了兒童外还包括成人，后来，随着格林兄弟所搜集整理的《兒童與家庭童話集》以及其他一些作家作品的出现，童話這一文體被正式與兒童相聯，并且这之后這種關聯性日渐加深。
在童話的分類上，民俗學者採用了許多不同的方法，其中最爲著名的有阿尔奈-汤普森分類法以及弗拉基米尔·普罗普的形態分析法。

## 歷史

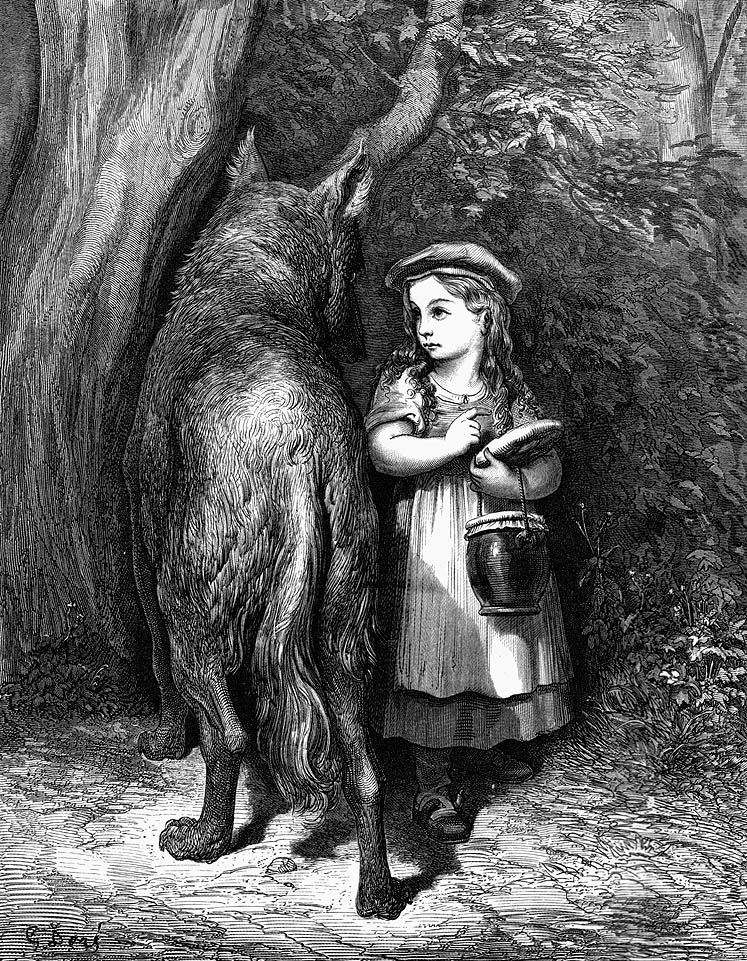
古斯塔夫·多雷為歐洲童話《小紅帽》所畫的插畫。

童話最初是傳統口述民間故事的一部分，通常會被講述得具戲劇性並以口耳相傳的方式世代相傳。也由於如此，童話故事發展的歷史也就十分難以考證。尤其是早期不識字的說書人所說的故事，通常都沒有任何書面紀錄可供後世參考。最早有以文字形式流傳的童話故事是在公元前1,300年的古埃及，自此之後童話故事開始在寫作形式的文學作品中出現，諸如公元100至200年間阿普列烏斯（Apuleius）所著《金驢記》（The Golden Ass）出現的《愛神與美女》（Cupid and Psyche）或是公元200至300年間印度的《五卷書》，但由故事本身無法得知這些故事是不是反應當時當地社會所流傳的民間故事。許多證據顯示許多之後童話故事集裡的故事都是根據民間故事重新編寫而成的。這些故事合集通常根據更古老的民間故事而來，像是《一千零一夜》、《吸血鬼的故事》（Vikram and the Vampire）及《彼勒與大龍》（Bel and the Dragon）。除了這些合集之外，中國的道家哲學家，像是《列子》與《莊子》，也都將一些童話故事以他們的表現方式出現在他們的哲學思想中。而在較廣泛的定義中，《伊索寓言》（公元前六世紀）是西方世界第一本著名的童話集。
典故的引用大量出現在傑弗瑞·喬叟的《坎特伯里故事集》、斯賓塞的《仙后》以及莎士比亞的舞台劇之中。《李爾王》的故事中被認為引用了大量的童話典故。在十六及十七世紀期間，義大利的喬萬尼·弗朗切斯科·斯特拉帕羅拉（Giovanni Francesco Straparola）在《愉快的夜晚》（The Facetious Nights of Straparola）一書中重新詮釋了西方文學中的故事，書中的故事包含了大量的童話故事，而吉姆巴地斯达·巴西耳的那不勒斯故事集《五日谈》則全部都是童話。卡洛·戈齊在他的義大利歌劇場景中用了許多童話故事的典故，例如他的歌劇其中有一幕取自於義大利童話的《橘之戀》（The Love For Three Oranges）。與此同時，中國的蒲松齡在1766年他所出版的《聊齋誌異》中也收集了許多童話故事。而童話故事本身在十七世紀末葉的法國上等階層中開始逐漸風行，寓言詩人拉封丹和另一位知名作家夏尔·佩罗（《睡美人》及《灰姑娘》的作者）兩人所編纂的童話故事是其中受歡迎的代表。雖然特拉帕羅拉（著有《穿靴子的貓》（Puss in Boots））、夏尔·佩罗和巴吉雷的童話集中包含了許多童話故事最早的形式，但這些編者也重新詮釋這些故事以符合文學的效果。
而首先嘗試不僅僅是保存童話故事中的角色個性也同時保留故事風格的，是德國的格林兄弟。但諷刺的是，雖然格林童話第一版（1812年及1815年）是民俗研究學者的寶庫，但為了保證銷售量及受歡迎的程度，格林兄弟在後來出版的版本中也開始改寫書中的故事。格林童話集的轉變不只將內容偏離原有的民間故事，也影響了原有的民間故事的面貌。除此之外，格林兄弟也沒有收錄一些德國口耳相傳的民間故事，其理由是他們認為這些也曾在查爾斯·佩羅的故事集出現過的故事是法國故事而非德國故事。
在当代，一些新兴童话作家已开始尝试创作一种，以情感和精神为核心的童话作品。其主要特点是：重视对人的精神和情感，较轻视情节，描写人物多采用白描手法，故事意境深邃。

## 和兒童間的關聯

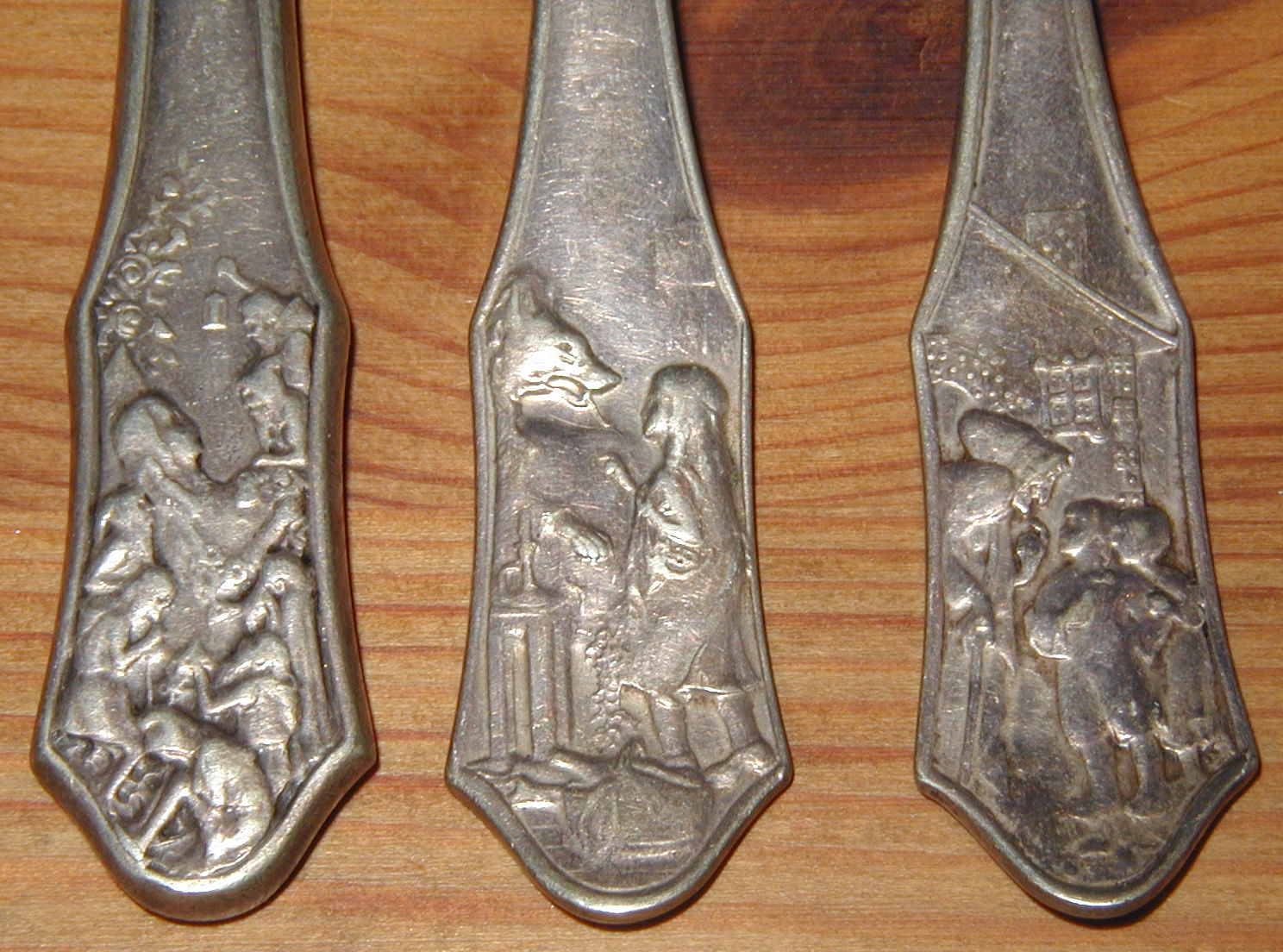
兒童餐具，其上圖案從左至右分別是《白雪公主》，《小紅帽》和《糖果屋》的場景

最初童話故事的聽眾除兒童之外也包括成人，但十九世紀及廿世紀之後，童話故事開始漸漸轉變成兒童文學的一部份。
包括在內的法國作家群précieuses嘗試著將他們为成人所寫的作品推廣到兒童讀者群中。當時的一位女伯爵也宣稱她若是仍在孩童時代也會喜歡讀童話故事。而後期的précieuses女作家，Jeanne-Marie Le Prince de Beaumont為兒童讀者重新編寫《美女與野獸》，她的版本也是今日所流傳的版本。而格林兄弟在他們的《兒童與家庭童話集》中出版後，也為因應讀者的抱怨而將他們的故事重新改寫為較為適合兒童所閱讀的版本。
在現代，童話故事已轉形成為適合對兒童說的版本。為了讓童話故事更適合兒童閱讀，格林兄弟也致力在減少故事中對性的描述，在第一版格林童話中，長髮姑娘在幾次王子的深夜造訪後開始問巫婆為何衣服越來越緊，因此巫婆知道長髮姑娘已經懷孕，但在接下來的版本中，則修訂為較容易拉上王子而較難拉上巫婆。然而後續的版本在暴力方面（像是對壞人的逞罰）反而是增加了。但托爾金也發現，為更適合兒童閱讀，《杜松樹》（The Juniper Tree）故事中的食人者的烤肉串曾在其中一個版本中被剔除。而在維多利亞時代，由於時代背景之故，故事往往會被改寫的帶有教化意味。例如狄更斯就曾對《灰姑娘》故事中所出現的禁酒令表示抗議
。
為兒童而製作的童話改編在二十世紀之後依舊持續的進行著。迪士尼的《白雪公主》等就是以兒童為主要製作對象，而日本動畫《幽灵公主》等也是改編自童話故事。

## 分类
阿尔奈-汤普森分类法
1. 动物故事（1-299）
  1. 野生动物（1-99）
    1. 聪明的狐狸或其他动物（1-69）
    2. 其它野生动物（70-99）

  2. 野生动物与家畜（100-149）
  3. 野生动物与人（150-199）
  4. 家畜（200-219）
  5. 其它动物和东西（220-299）
2. 普通民间故事（300-1199）
  1. 魔法故事（300-749）
    1. 神奇的敌手（300-399）
    2. 超自然或被施了魔法的亲人（400-459）
      - a妻子（400-424）
      - b丈夫（425-449）
      - c兄弟姊妹（450-459）

    3. 神奇的工作与任务（460-499）
    4. 神奇的援助者（500-559）
    5. 有魔力的器物（560-649）
    6. 超自然的力量或知识（650-699）
    7. 其他存在超自然现象的故事（700-749）

  2. 宗教故事（750-849）
    1. 神的奖赏与惩罚（750-779）
    2. 真相大白（780-791）
    3. 天堂（800-809）
    4. 魔鬼（810-826）
    5. 其它宗教故事（827-849）

  3. 短篇小说（850-999）
    1. 娶到公主的男孩（850-869）
    2. 嫁给王子的女孩（870-879）
    3. 证明忠诚与清白（880-899）
    4. 固执的太太学习顺从（900-909）
    5. 好的教训（910-919）
    6. 聪明的言行（920-929）
    7. 命运的传说（930-949）
    8. 强盗与杀手（950-969）
    9. 其它的真实传说（970-999）

  4. 笨食人魔、巨人、恶魔的故事（1000-1199）
    1. 劳动约定（1000-1029）
    2. 人类与食人魔的合作（1030-1059）
    3. 人类与食人魔的较量（1060-1114）
    4. 人类杀死或伤害食人魔（1115-1144）
    5. 食人魔被人类吓到（1145-1154）
    6. 人类智取恶魔（1155-1169）
    7. 从恶魔手中保住小命（1170-1199）
3. 笑话与逸事（1200-1999）
  1. 傻子的故事（1200-1349）
    1. 一对傻夫妻类（1350-1439）
    2. 傻太太和她的丈夫（1380-1404）
    3. 傻丈夫和他的太太（1405-1429）
    4. 一对傻夫妻（1430-1439）

  2. 女人的故事（1440-1524）
    1. 找寻妻子（1450-1474）
    2. 关於老女人的笑话（1475-1499）
    3. 其它关於女人的故事（1500-1524）

  3. 男人的故事（1525-1724）
    1. 机智的男人（1525-1639）
    2. 幸运的意外（1640-1674）
    3. 愚蠢的男人（1675-1724）

  4. 神职人员或宗教人物（1725-1849）
    1. 神职人员的巧计（1725-1774）
    2. 神职人员与教堂司事（1775-1799）
    3. 宗教人物的其他笑话（1800-1849）

  5. 其它团体或其他人的轶事趣闻（1850-1874）
  6. 荒诞不经的故事（1875-1999）
4. 程式故事（2000-2399）
  1. 连环故事（2000-2199）
  2. 基于数字、物体、动物或名字的连环故事（2000-2020）
  3. 与死亡有关的连环故事

角色能力分类法
一般有四种：
- 拟人体童话（如《木偶奇遇记》）
- 超人体童话（如《自私的巨人》）
- 常人体童话（如《皇帝的新装》）
- 知识体童话

## 著名童話故事

### 童话集
- 《伊索寓言》，古希腊以伊索命名的寓言故事集，如《龟兔赛跑》、《狐狸与葡萄》、《农夫与蛇》、《狼来了》、《北风与太阳》。
- 《鹅妈妈的故事》，法国夏尔·佩罗著作及收集的故事，如《睡美人》、《灰姑娘》、《穿靴子的猫》、《小紅帽》、《鵝媽媽》。
- 《格林童話》，德国格林兄弟收集的故事，如《長髮公主》、《白雪公主》。
- 《安徒生童話》，丹麦安徒生著作的故事，如《丑小鸭》、《海的女儿》。
- 《快乐王子与其他故事》，爱尔兰王尔德著作的故事，如《快乐王子》、《夜莺与玫瑰》。

### 其他名篇
- 印度
  - 《罗摩衍那》
  - 《摩诃婆罗多》

- 中国大陆
  - 《神笔马良》
  - 《熊家婆》
  - 《叶限》

- 台湾
  - 《虎姑婆》

- 日本
  - 《金太郎》
  - 《龙子太郎》
  - 《落洼物语》
  - 《浦島太郎》
  - 《桃太郎》
  - 《竹取物语》

- 法国
  - 《美女与野兽》
  - 《小王子》

- 英国
  - 《爱丽丝梦游仙境》
  - 《杰克与豌豆》
  - 《救难者（英语：The Rescuers (book)）》
  - 《玛丽·波平斯》
  - 《三只小猪》
  - 《森林王子》
  - 《沙仙活地魔》
  - 《石中剑》
  - 《锡兰三王子历险记（英语：The Three Princes of Serendip）》

- 意大利
  - 《木偶奇遇记》

- 挪威
  - 《豆蒄镇的居民与强盗（英语：When the Robbers Came to Cardamom Town）》

- 德国
  - 《大盗霍真普洛兹（英语：The Robber Hotzenplotz）》

- 美国
  - 《公主新娘》
  - 《姜饼人的故事（英语：The Gingerbread Man）》
  - 《绿野仙踪》
  - 《魔柜小奇兵（英语：The Indian in the Cupboard）》
  - 《夏洛特的网》
  - 《小红母鸡（英语：The Little Red Hen）》